# Тодд, Колин
Колин Тодд (англ. Colin Todd; родился 12 декабря 1948, Честер-ле-Стрит) — английский футбольный тренер и бывший игрок. Как футболист он сыграл более 600 матчей в чемпионате Англии, выступая за «Сандерленд», «Дерби Каунти», «Эвертон», «Бирмингем Сити», «Ноттингем Форест», «Оксфорд Юнайтед» и «Лутон Таун», также он играл в Канаде за «Ванкувер Роялс» и «Ванкувер Уайткэпс». Он выиграл два титула чемпиона футбольной лиги с «Дерби Каунти» в 1970-х и стал игроком года по версии футболистов ПФА в 1975 году. Он сыграл за сборную Англии 27 матчей.
Колин Тодд тренировал клубы английской лиги «Мидлсбро», «Болтон Уондерерс», «Суиндон Таун», «Дерби Каунти», «Брэдфорд Сити», «Дарлингтон» и команду из датской Суперлиги «Раннерс». Он вывел «Болтон» в Премьер-лигу с 98 очками и 100 голами, однако клуб был не в состоянии там закрепиться.

## Ранние годы
Тодд был шестым ребёнком в шахтёрской семье в Честер-ле-Стрит, графство Дарем. В детстве он был болельщиком «Ньюкасл Юнайтед». «Сороки» полюбились юному Тодду после того, как на матч команды его сводил отец, к тому же в 50-х годах у клуба был период расцвета. Команда трижды за пять лет выигрывала кубок Англии у «Блэкпула», «Арсенала» и «Манчестер Сити» соответственно. Тодд продолжал болеть за клуб даже после его вылета из элиты в 1961 году. Однако впоследствии карьера Тодда с «Ньюкаслом» так и не пересеклась.

## Карьера игрока

### Клубная карьера

#### «Сандерленд» и аренда в «Ванкувер Роялс»
Молодой Тодд имел возможность подписать контракт с «Ньюкасл Юнайтед» и «Мидлсбро», но выбрал «Сандерленд» «из-за их традиций, связанных с молодёжью». Он сыграл важную роль в победе «Сандерленда» в 1967 году в молодёжном кубке Англии, в финале с общим счётом 2:0 был побеждён «Бирмингем Сити», командой Тодда руководил тренер Брайан Клаф. К тому времени Тодд уже был игроком первой команды. Он дебютировал, заменив Чарли Харли в гостевом матче Первого дивизиона против «Челси» 10 сентября 1966 года, матч закончился вничью 1:1. К середине сезона он закрепился в стартовом составе.
В 1967 году Тоодд был арендован в канадский «Ванкувер Роялс». В том сезоне Тодд был не единственным арендованным игроком «Сандерленда». Вместе с ним в Ванкувер отправились Джон Парк, Джордж Малхолл, Джимми Монтгомери, Нил Мартин, Джордж Киннел, Билли Хьюз и Джордж Херд. Тодд сыграл 12 матчей и забил один гол, а команда заняла предпоследнее место в Тихоокеанском дивизионе, обойдя лишь «Даллас Торнадо».
После возвращения в «Сандерленд» Тодд пропустил только три игры чемпионата в следующих трёх сезонах, после чего клуб вылетел из высшего дивизиона. После 191 матчей и трёх голов (два в сезоне 1967/68 и один в сезоне 1969/70) во всех соревнованиях за «Сандерленд» Тодд последовал за Клафом в «Дерби Каунти» в феврале 1971 года.

#### «Дерби Каунти»
Присоединившись к «Дерби», он установил британский трансферный рекорд для защитника в размере £ 175000. Когда Тодд был на просмотре в «Дерби», Брайан Клаф заметил: «Мы не подпишем Колина Тодда, мы не можем позволить себе его». Тодд подписал контракт в тот же день. Клаф послал телеграмму президенту клуба, Сэму Лонгсону, о трансфере Тодда ценой в £ 175000. Колин сформировал сыгранную связку с Роем Макфарлендом в клубе и в сборной.
1 мая 1972 года «Дерби» предстоял матч с «Ливерпулем». Это была последняя игра сезона, в которой фактически решалась судьба чемпионства. Игроки обеих команд осознавали, что только победа может обеспечить первое место. В напряжённой игре на «Бейсбол Граунд» удар Джона Макгаверна на 63-й минуте вывел «Дерби» вперёд. В то же время Тодд продемонстрировал хорошую игру в защите, благодаря чему «Ливерпуль» не смог добиться результата в атаке, несмотря на многократные попытки. Команда Брайана Клафа одержала победу. Таким образом Тодд помог «Дерби» выиграть первый титул чемпиона в своём первом полном сезоне на «Бейсбол Граунд», второй титул Тодд выиграл уже при преемнике Клафа, Дейве Макае в 1975 году.
Также в сезоне 1971/72 Тодд вместе с «Дерби» выиграл кубок Техако, турнир, спонсируемый топливной компанией «Texaco», в котором выступают клубы из Великобритании и Ирландии. Это был второй розыгрыш данного турнира. «Дерби» прошло «Данди Юнайтед», «Сток Сити» и «Ньюкасл», прежде чем встретиться в финале с шотландским «Эйрдрионианс». После безголевой ничьи в первом матче «Дерби» обыграло соперников со счётом 2:1.
После победы в чемпионате в предыдущем году «Дерби» Тодда начало первую в своей истории европейскую кампанию. Брайан Клаф вывел «Дерби» в полуфинал Кубка европейских чемпионов с первой попытки, обыграв с общим счётом 3:0 «Бенфику» во главе с Эйсебио, которая была грандом европейского футбола в 1960-х годах. Команда Тодда стала лишь вторым клубом в истории европейского футбола (после «Аякса»), которому удалось ни пропустить ни одного гола в двухматчевом противостоянии с «Бенфикой». «Дерби» в конечном итоге проиграло со счётом 3:1 «Ювентусу», хотя это случилось при спорных обстоятельствах, Клаф предъявлял претензии, что итальянский клуб подкупил официальных лиц матча.
Дейв Макай впервые вывел «Дерби» в еврокубки, когда клуб занял третье место в 1973/74 сезоне после ухода Брайана Клафа в октябре 1973 года. Это был дебют «Дерби» в Кубке УЕФА. Команда Тодда в первом туре уверенно прошла швейцарский «Серветт» с общим счётом 6:2, во втором туре с «Атлетико Мадрид» последовали две ничьи по 2:2, «Дерби» впервые приняло участие в серии пенальти и выиграло со счётом 7:6. В третьем раунде клуб Тодда сыграл с югославским «Вележем», после домашней победы со счётом 3:1 «Дерби» потерпело поражение на выезде при счёте 4:1.
Почитаемый в английских футбольных кругах, он стал игроком года ПФА по версии футболистов в 1975 году — в том же году он выиграл свой второй чемпионский титул. Как чемпион Англии «Дерби» сыграл в суперкубке с победителем кубка Англии, «Вест Хэм Юнайтед». На 20-й минуте за «Дерби» забил Кевин Хектор, за две минуты до перерыва преимущество своей команды удвоил Рой Макфарленд. Во втором тайме счёт не менялся, таким образом Тодд выиграл суперкубок Англии.
В Кубке европейских чемпионов, пройдя «Слован Братислава», «Дерби» столкнулся с испанским грандом «Реал Мадрид», на кону стоял выход в четвертьфинал, игроки «Дерби» не растерялись ввиду матча с более именитым соперником. Чарли Джордж сделал хет-трик, а Тодд грамотно выстроил оборону, «Дерби» одержало победу со счётом 4:1. Однако у себя дома «Реал» при счёте 3:1 усилиями Пирри, реализовавшего пенальти на 83-й минуте, перевёл игру в экстратайм, где победу мадридскому клубу с общим счётом 6:5 принёс Сантильяна.

#### Поздняя карьера
В 1978 году Тодд покинул «Дерби» и перешёл в «Эвертон». Он дебютировал за клуб 23 сентября 1978 года в игре против «Вест Хэма», «Эвертон» одержал победу со счётом 2:0 В составе мерсисайдцев он сыграл 32 матча и забил свой последний в карьере гол. В том сезоне «Эвертон» занял четвёртое место.
Следующим клубом Тодда стал «Бирмингем Сити». 22 сентября 1979 года он дебютировал в составе нового клуба, выйдя на замену в матче против «Лейтон Ориент», игра закончилась вничью 2:2. Это была единственная игра Тодда в «Бирмингеме», где он выходил на замену, так как он сумел закрепиться в основном составе клуба и провёл в нём 93 матча. В сезоне 1979/80 «Бирмингем Сити» был повышен в классе до Первого дивизиона. Во время пребывания Тодда в клубе наивысшим достижением команды было 13-е место (сезон 1980/81).
В 1982 году Тодд стал игроком «Ноттингем Форест», первый матч в составе команды он сыграл против «Вест Хэм Юнайтед», «Форест» победил со счётом 2:1. В сезоне 1983/84 Тодд вместе с «Форест» стал бронзовым призёром Первого дивизиона. Свой последний год в профессиональном футболе Тодд начал с «Оксфорд Юнайтед», вместе с которым выиграл Второй дивизион, обойдя на два очка свой бывший клуб, «Бирмингем Сити». В том же году Тодд во второй раз сыграл в составе заграничного клуба, «Ванкувер Уайткэпс». В то время в команде играло немало соотечественников Тодда, в том числе Пол Брэдшоу, Дэвид Кросс, Марк Никис, Тони Тауэрс и Карл Валентайн. Проведя всего восемь матчей в составе команды, Тодд был вынужден покинуть клуб в связи с его расформированием. После недолгого пребывания в «Лутон Таун» Тодд завершил карьеру игрока.

### Национальная сборная
Тодд сыграл 27 матчей за сборную Англии. Он дебютировал на международном уровне в рамках Домашнего чемпионата Великобритании в матче против Северной Ирландии 23 мая 1972 года, его команда проиграла с минимальным счётом, единственный гол забил Терри Нил. Кроме Тодда, в том матче также дебютировал Тони Карри. После этого матча Тодд два года не играл за сборную, следующий его матч состоялся лишь 3 апреля 1974 года, это была товарищеская игра с Португалией, которая завершилась безголевой ничьей. Также против Португалии 20 ноября Тодд впервые сыграл в квалификации на чемпионат Европы по футболу, выйдя на замену на 23-й минуте вместо Терри Купера. Этот матч также завершился без голов, данная ничья стала сотой для сборной Англии. Следующей игрой за сборную для Тодда стал дружеский матч против ФРГ. Несмотря на отсутствие в том матче напарника Тодда по «Дерби», Роя Макфарленда, Тодд создал связку с игроком «Сандерленда», Дейвом Уотсоном, а Англия обыграла чемпиона мира, Западную Германию, со счётом 2:0 на «Уэмбли». Того, что немцы могли придумать в атаке, было недостаточно, чтобы пройти Тодда.
В 1976 году Тодд вместе со сборной принял участие в Bicentennial Cup Tournament. В турнире приняли участие сборные Англии, Италии, Бразилии и Североамериканской лиги. Тодд сыграл в матче с бразильцами, его команда потерпела поражение с минимальным счётом, решающий гол на счету Роберто Динамита, это поражение стало сотым для сборной Англии. Позже Англия обыграла Италию и NASL со счётом 3:2 и 3:1 соответственно и заняла второе место после Бразилии, которая выиграла все матчи. Следующий матч стал для Тодда дебютным в квалификации к чемпионату мира, соперником была Финляндия. Англия одержала победу со счётом 4:1. Тодд также сыграл ответный матч против финнов, Англия снова победила, уже со счётом 2:1. Его последнее выступление состоялось 28 мая 1977 года, как и первое, против Северной Ирландии в Домашнем чемпионате. На первых минутах ирландцы повели в счёте, но на 27-й минуте Англия отыгралась и за четыре минуты до финального свистка вышла вперёд, в итоге Тодд взял своеобразный реванш за поражение пятилетней давности.

#### Международные матчи и голы
| Матчи и голы Колина Тодда за сборную Англии | Матчи и голы Колина Тодда за сборную Англии | Матчи и голы Колина Тодда за сборную Англии | Матчи и голы Колина Тодда за сборную Англии | Матчи и голы Колина Тодда за сборную Англии | Матчи и голы Колина Тодда за сборную Англии | Матчи и голы Колина Тодда за сборную Англии |
| ------------------------------------------- | ------------------------------------------- | ------------------------------------------- | ------------------------------------------- | ------------------------------------------- | ------------------------------------------- | ------------------------------------------- |
| №                                           | Дата                                        | Соперник                                    | Счёт                                        | Голы Тодда                                  | Соревнование                                |                                             |
| 1                                           | 23 мая 1972                                 | Северная Ирландия                           | 0:1                                         | -                                           | Домашний чемпионат Великобритании           |                                             |
| 2                                           | 3 апреля 1974                               | Португалия                                  | 0:0                                         | -                                           | Товарищеский матч                           |                                             |
| 3                                           | 11 мая 1974                                 | Уэльс                                       | 2:0                                         | -                                           | Домашний чемпионат Великобритании           |                                             |
| 4                                           | 15 мая 1974                                 | Северная Ирландия                           | 1:0                                         | -                                           | Домашний чемпионат Великобритании           |                                             |
| 5                                           | 18 мая 1974                                 | Шотландия                                   | 0:2                                         | -                                           | Домашний чемпионат Великобритании           |                                             |
| 6                                           | 22 мая 1974                                 | Аргентина                                   | 2:2                                         | -                                           | Товарищеский матч                           |                                             |
| 7                                           | 29 мая 1974                                 | ГДР                                         | 1:1                                         | -                                           | Товарищеский матч                           |                                             |
| 8                                           | 1 июня 1974                                 | Болгария                                    | 1:0                                         | -                                           | Товарищеский матч                           |                                             |
| 9                                           | 5 июня 1974                                 | Югославия                                   | 2:2                                         | -                                           | Товарищеский матч                           |                                             |
| 10                                          | 20 ноября 1974                              | Португалия                                  | 0:0                                         | -                                           | Отборочные матчи ЧЕ-1976                    |                                             |
| 11                                          | 12 марта 1975                               | ФРГ                                         | 2:0                                         | -                                           | Товарищеский матч                           |                                             |
| 12                                          | 16 апреля 1975                              | Республика Кипр                             | 5:0                                         | -                                           | Отборочные матчи ЧЕ-1976                    |                                             |
| 13                                          | 11 мая 1975                                 | Республика Кипр                             | 1:0                                         | -                                           | Отборочные матчи ЧЕ-1976                    |                                             |
| 14                                          | 17 мая 1975                                 | Северная Ирландия                           | 0:0                                         | -                                           | Домашний чемпионат Великобритании           |                                             |
| 15                                          | 21 мая 1975                                 | Уэльс                                       | 2:2                                         | -                                           | Домашний чемпионат Великобритании           |                                             |
| 16                                          | 24 мая 1975                                 | Шотландия                                   | 5:1                                         | -                                           | Домашний чемпионат Великобритании           |                                             |
| 17                                          | 3 сентября 1975                             | Швейцария                                   | 2:1                                         | -                                           | Товарищеский матч                           |                                             |
| 18                                          | 30 октября 1975                             | Чехословакия                                | 1:2                                         | -                                           | Отборочные матчи ЧЕ-1976                    |                                             |
| 19                                          | 19 ноября 1975                              | Португалия                                  | 1:1                                         | -                                           | Отборочные матчи ЧЕ-1976                    |                                             |
| 20                                          | 11 мая 1976                                 | Северная Ирландия                           | 4:0                                         | -                                           | Домашний чемпионат Великобритании           |                                             |
| 21                                          | 15 мая 1976                                 | Шотландия                                   | 1:2                                         | -                                           | Домашний чемпионат Великобритании           |                                             |
| 22                                          | 23 мая 1976                                 | Бразилия                                    | 0:1                                         | -                                           | Bicentennial Cup Tournament                 |                                             |
| 23                                          | 13 июня 1976                                | Финляндия                                   | 4:1                                         | -                                           | Отборочные матчи ЧМ-1978                    |                                             |
| 24                                          | 8 сентября 1976                             | Ирландия                                    | 1:1                                         | -                                           | Товарищеский матч                           |                                             |
| 25                                          | 13 октября 1976                             | Финляндия                                   | 2:1                                         | -                                           | Отборочные матчи ЧМ-1978                    |                                             |
| 26                                          | 9 февраля 1977                              | Нидерланды                                  | 0:2                                         | -                                           | Товарищеский матч                           |                                             |
| 27                                          | 28 мая 1977                                 | Северная Ирландия                           | 2:1                                         | -                                           | Домашний чемпионат Великобритании           |                                             |

## Стиль игры
Среди сильных качеств Тодда можно назвать хорошие навыки отбора мяча без фола, благодаря чему он ни разу не получал жёлтых карточек в играх за сборную; точный удар головой и умение играть в команде. Также Тодда сравнивали с другим выдающимся английским защитником, Бобби Муром, за его умение принять мяч и дальним пасом помочь команде выйти из обороны. Будучи надёжным защитником, он был способен отдать точную передачу на 50—60 футов товарищу по команде.

## Тренерская карьера

### «Мидлсбро»
Тодд начал тренерскую деятельность в марте 1990 года в «Мидлсбро», сменив на посту главного тренера Брюса Риоха. «Мидлсбро» боролось за выживание во втором дивизионе и в своём первом сезоне Тодду с трудом удалось избежать вылета в третий дивизион. Через год команда вышла в плей-офф и могла выйти уже в первый дивизион, однако «Боро» не удалось добиться повышения в классе, проиграв в полуфинале будущему победителю, «Ноттс Каунти». Вскоре после этого Тодд покинул клуб.

### «Болтон Уондерерс»
В 1992 году Колин Тодд присоединился к «Болтону» в качестве помощника своего предшественника в «Мидлсбро», Брюса Риоха. По окончании сезона 1994/95 Риох ушёл в «Арсенал», а в «Болтон» пришёл старый партнёр Тодда Рой Макфарленд, образовав таким образом тренерский дуэт.
«Болтон» всячески пытался закрепиться в Премьер-лиге, и в начале 1996 года Макфарленд был уволен, в результате чего Тодд стал единственным тренером. Он не смог спасти «Болтон» от вылета, но вскоре вернул клуб обратно в высшую лигу, выиграв первый дивизион в сезоне 1996/97, благодаря чему новый стадион «Болтона» «Рибок» был открыт матчами Премьер-лиги. Несмотря на новые приобретения, «Болтон» боролся за выживание в высшем дивизионе и по окончании сезона был снова понижен в классе. Тодд вывел клуб в финал плей-офф в 1999 году, но команда проиграла «Уотфорду». После семи проведённых игр в сезоне 1999/2000 и продажи Пера Франсена в «Блэкберн Роверс» Тодд подал в отставку.
Несмотря на нестабильность «Болтона» в середине 1990-х, команда Тодда получала особенную поддержку болельщиков.

### «Суиндон Таун»
Тодд вернулся к тренерству со «Суиндон Таун». «Суиндон» вылетел из Первого дивизиона, и Тодд надеялся достичь повышения, однако его работа в клубе была неудачной, плохие результаты команды стали причиной борьбы за выживание. Он выиграл только пять из двадцати игр с клубом, после чего, не завершив сезон, был уволен, его заменил Энди Кинг. В итоге команда финишировала на одну позицию выше зоны вылета, обойдя на одно очко «Бристоль Роверс».

### «Дерби Каунти»
Тодд ушёл с поста тренера «Суиндона» в ноябре 2000 года, чтобы вернуться в «Дерби» в качестве помощника Джима Смита. Когда Смит ушёл в отставку в октябре 2001 года, Тодд был повышен до главного тренера, но он был уволен после того, как за три месяца не сумел улучшить положение борющегося за выживание клуба. Решающим стало неожиданное домашнее поражение со счётом 3:1 в матче третьего раунда кубка Англии с клубом из Третьего дивизиона, «Бристоль Роверс». Тодда сменил Джон Грегори, а команда так и не смогла остаться в элите, заняв предпоследнее место с преимуществом в два очка перед «Лестер Сити».

### «Брэдфорд Сити»
Тодд присоединился к «Брэдфорд Сити» в 2003 году в качестве помощника тренера Брайана Робсона. Когда Робсон ушёл в конце сезона 2003/04, Тодд стал его преемником. В четвёртый раз он был повышен от ассистента до тренера. Он дольше всех тренировал «Брэдфорд» за последние двадцать лет, при нём клуб зачастую занимал места в середине турнирной таблицы. После всего одной победы за десять игр Тодд был уволен в феврале 2007 года. Вскоре после этого клуб вылетел во Вторую лигу, Тодд в качестве причины понижения клуба назвал уход ключевых игроков и отсутствие средств для новых приобретений.

### «Раннерс»
Тодд стал тренером датского клуба «Рандерс» летом 2007 года, заменив чемпиона Европы 1992 года, Ларса Ольсена, который подписал контракт с «Оденсе». Тодд должен был покинуть «Раннерс» в конце июня 2009 года, его заменил бывший игрок «Арсенала» Йон Йенсен. Однако контракт был разорван ещё в январе 2009 года, затем тренером стал Йенсен. Тодд выразил своё разочарование в том, как руководство «Рандерс» поступило в данной ситуации, и открыто критиковал клуб, за то, что он поставил Тодда в трудное положение.

### «Дарлингтон»
Тодд был назначен новым тренером клуба из Второй лиги, «Дарлингтона», 20 мая 2009 года. Он заменил Дейва Пенни, который покинул клуб, чтобы присоединиться к «Олдем Атлетик» из Первой лиги. Тодд привёл в клуб Дина Уиндасса, футболиста, который был его помощником в «Брэдфорд Сити». «Дарлингтон» плохо начал сезон 2009/10, набрав всего одно очко в восьми матчах, Тодд согласился с президентом клуба Раджем Сингхом, что покинет клуб, если будет не в состоянии выиграть свой девятый матч против «Гримсби Таун». «Дарлингтон» сыграл с «Гримсби» вничью 1:1, и Тодд вместе с Уиндассом покинули клуб. Он выиграл только одну из своих 11 игр у руля клуба — это был худший старт сезона для «Дарлингтона».
После ухода из «Дарлингтона» Тодд, по одной из версий, пытался стать тренером базирующегося в Англии шотландского клуба из Третьего дивизиона, «Бервик Рейнджерс».
В 2012 году Тодд работал скаутом в своём бывшем клубе, «Бирмингем Сити».

### Возвращение в «Раннерс»
5 июня 2012 года было объявлено, что Колин Тодд сменит Майкла Хеммингсена как исполняющий обязанности тренера «Раннерс», пока не будет найдена замена. 3 августа 2012 года было объявлено, что Тодд будет продолжать свою деятельность на постоянной основе, по крайней мере, до 31 декабря 2012 года. 8 февраля 2013 УЕФА признала тренерский диплом Тодда недействительным, в таком случае «Раннерс» может объявить его своим постоянным тренером. В сезоне 2012/13 клуб занял третье место в чемпионате, уступив лишь «Копенгагену» и «Норшелланну»; и стал финалистом кубка, проиграв в финале с минимальным счётом «Эсбьергу», решающий гол на 55-й минуте забил Юссеф Тоутоу. По итогам сезона команда вышла в Лигу Европы, где начала выступления с третьего квалификационного раунда. В феврале 2014 года Тодд перенёс коронарное шунтирование, из-за чего пропустил первые пять игр сезона. Командой временно управлял его помощник Томас Томасберг. 4 мая 2016 года клуб объявил, что Тодд будет покинет команду после сезона 2015/16. Первоначально Тодд намекнул, что уйдёт из профессионального футбола. Тем не менее, позже в тот же день он сообщил датской прессе, что рассмотрит предложение другого клуба, если к нему обратятся.

### «Эсбьерг»
8 июля 2016 года, всего через 40 дней после последнего матча у руля «Раннерс», Тодд был назначен новым тренером «Эсбьерга», подписав контракт сроком на один год. 17 июля Тодд дебютировал на посту тренера «Эсбьерга», его команда проиграла со счётом 4:0 «Брондбю». 8 августа Тодд набрал своё первое очко в «Эсбьерге», клуб дома сыграл вничью 2:2 с «Орхусом», хотя вёл 2:0. Через неделю «Эсбьерг» проиграл со счётом 2:1 «Ольборгу», повторив худший старт сезона Суперлиги в истории клуба, команда набрала одно очко в первых пяти играх в сезоне 2010/11, тогда в конечном счёте клуб понизился в классе. Через неделю Тодд сумел одержать свою первую победу у руля «Эсбьерга», переиграв дома со счётом 3:2 «Оденсе». 5 декабря 2016 года Тодд был уволен с поста тренера «Эсбьерга», клуб находился на последнем месте в турнирной таблице.

## Статистика

### Клубные чемпионаты
| Сезон   | Клуб              | Страна | Матчи | Голы |
| ------- | ----------------- | ------ | ----- | ---- |
| 1966/67 | Сандерленд        | Англия | 24    | 0    |
| 1967    | Ванкувер Роялс    | Канада | 12    | 1    |
| 1967/68 | Сандерленд        | Англия | 42    | 2    |
| 1968/69 | Сандерленд        | Англия | 41    | 0    |
| 1969/70 | Сандерленд        | Англия | 40    | 1    |
| 1970/71 | Сандерленд        | Англия | 36    | 0    |
| 1970/71 | Дерби Каунти      | Англия | 14    | 0    |
| 1971/72 | Дерби Каунти      | Англия | 40    | 2    |
| 1972/73 | Дерби Каунти      | Англия | 41    | 1    |
| 1973/74 | Дерби Каунти      | Англия | 40    | 0    |
| 1974/75 | Дерби Каунти      | Англия | 39    | 0    |
| 1975/76 | Дерби Каунти      | Англия | 42    | 1    |
| 1976/77 | Дерби Каунти      | Англия | 41    | 1    |
| 1977/78 | Дерби Каунти      | Англия | 32    | 1    |
| 1978/79 | Дерби Каунти      | Англия | 4     | 0    |
| 1978/79 | Эвертон           | Англия | 29    | 1    |
| 1979/80 | Эвертон           | Англия | 3     | 0    |
| 1979/80 | Бирмингем Сити    | Англия | 34    | 0    |
| 1980/81 | Бирмингем Сити    | Англия | 40    | 0    |
| 1981/82 | Бирмингем Сити    | Англия | 19    | 0    |
| 1982/83 | Ноттингем Форест  | Англия | 23    | 0    |
| 1983/84 | Ноттингем Форест  | Англия | 13    | 0    |
| 1983/84 | Оксфорд Юнайтед   | Англия | 12    | 0    |
| 1984    | Ванкувер Уайткэпс | Канада | 8     | 0    |
| 1984/85 | Лутон Таун        | Англия | 2     | 0    |

### Тренерская
По состоянию на 4 декабря 2016 года.
| Команда          | Страна | С            | До            | Результаты | Результаты | Результаты | Результаты | Результаты |
| Команда          | Страна | С            | До            | G          | W          | D          | L          | % побед    |
| ---------------- | ------ | ------------ | ------------- | ---------- | ---------- | ---------- | ---------- | ---------- |
| Мидлсбро         | Англия | Март 1990    | Июнь 1991     | 70         | 28         | 16         | 26         | 040,00     |
| Болтон Уондерерс | Англия | Июнь 1995    | Январь 1996   | 28         | 5          | 7          | 16         | 017,86     |
| Болтон Уондерерс | Англия | Январь 1996  | Сентябрь 1999 | 183        | 79         | 53         | 51         | 043,17     |
| Суиндон Таун     | Англия | Май 2000     | Ноябрь 2000   | 20         | 5          | 6          | 9          | 025,00     |
| Дерби Каунти     | Англия | Октябрь 2001 | Январь 2002   | 17         | 4          | 2          | 11         | 023,53     |
| Брэдфорд Сити    | Англия | Июнь 2004    | Февраль 2007  | 139        | 44         | 46         | 49         | 031,65     |
| Раннерс          | Дания  | Июнь 2007    | Январь 2009   | 57         | 22         | 17         | 18         | 038,60     |
| Дарлингтон       | Англия | Май 2009     | Сентябрь 2009 | 11         | 1          | 2          | 8          | 009,09     |
| Раннерс          | Дания  | Июнь 2012    | Май 2016      | 152        | 64         | 41         | 47         | 042,11     |
| Эсбьерг          | Дания  | Июль 2016    | Декабрь 2016  | 21         | 3          | 7          | 11         | 014,29     |

## Достижения

### Как игрок

#### Командные
«Сандерленд»
- Молодёжный кубок Англии: 1967

«Дерби Каунти»
- Первый дивизион: 1971/72, 1974/75
- Кубок Техако: 1972
- Суперкубок Англии: 1975

«Оксфорд Юнайтед»
- Второй дивизион: 1984/85

#### Личные
Игрок года по версии футболистов ПФА: 1974/75

### Как тренер
«Болтон Уондерерс»
- Первый дивизион: 1996/97

## Личная жизнь

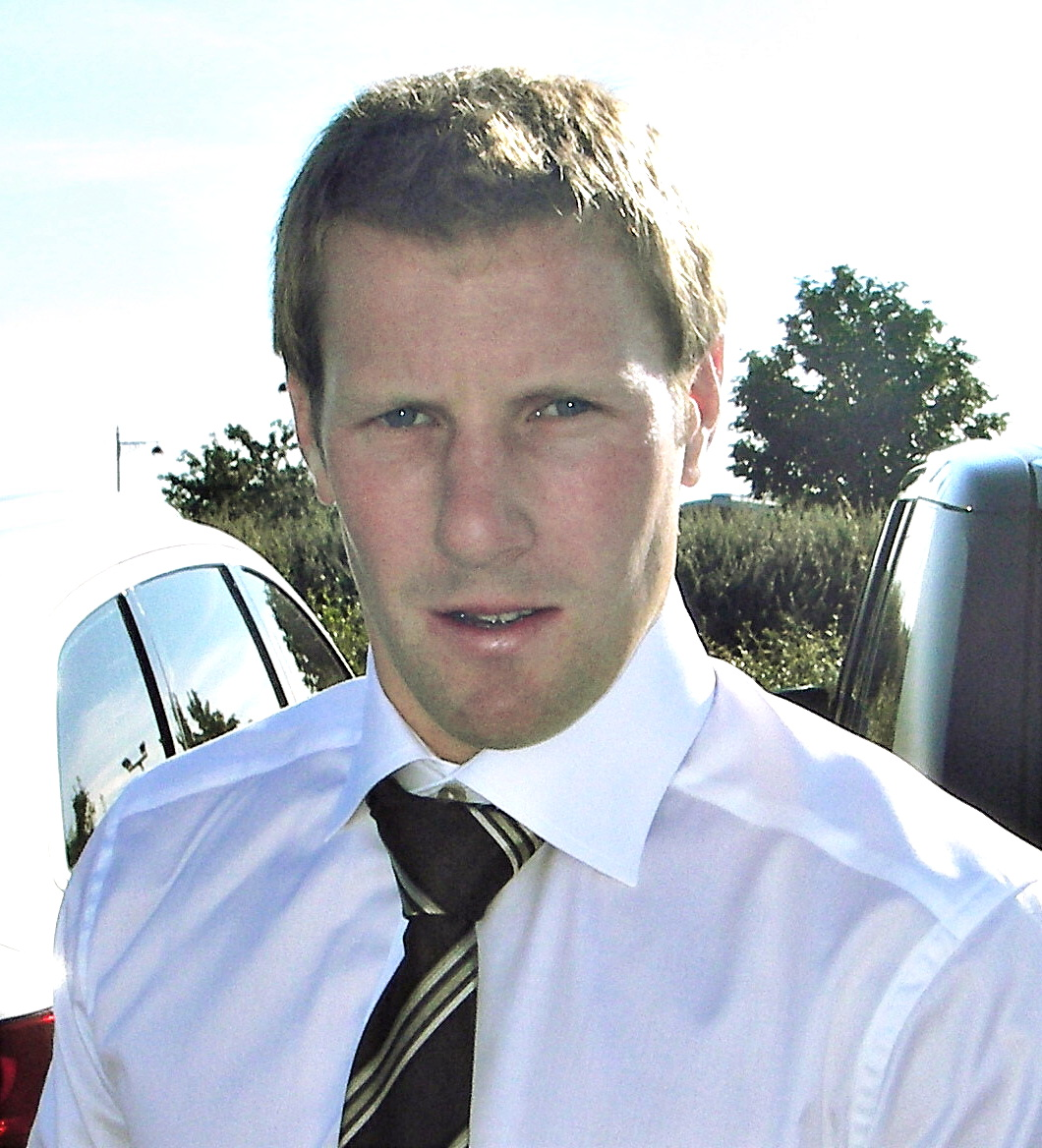
Энди Тодд, сын Колина

Тодд женат, супругу зовут Джен. У него есть двое детей: сыновья Стивен и Энди, который также стал футболистом и играл в начале карьеры под руководством отца в «Мидлсбро» и «Болтоне». Он ушёл из спорта в 2013 году после сезона в австралийском клубе «Армадейл».
Летом 2008 года Тодд выпустил свою автобиографию под названием «Тодди — История Колина Тодда» (англ. Toddy — The Colin Todd Story) и посетил несколько клубов, в которых он играл, чтобы представить книгу.